# Heser infumatus
Heser infumatus är en spindelart som först beskrevs av O. Pickard-Cambridge 1872.  Heser infumatus ingår i släktet Heser och familjen plattbuksspindlar. Inga underarter finns listade i Catalogue of Life.